# USS Delaware (SSN-791)
USS Delaware (SSN-791) – amerykański okręt podwodny z napędem jądrowym typu Virginia, drugiej generacji Batch 2 Block III. 22 grudnia 2008 roku kontrakt na budowę tego okrętu otrzymała stocznia General Dynamics Electric Boat.